# Orihoveț, Pidvolociîsk
Orihoveț (în ucraineană Оріховець) este o comună în raionul Pidvolociîsk, regiunea Ternopil, Ucraina, formată numai din satul de reședință.

## Demografie
Componența lingvistică a comunei Orihoveț
     Ucraineană (99,49%)
     Alte limbi (0,51%)
Conform recensământului din 2001, majoritatea populației comunei Orihoveț era vorbitoare de ucraineană (99,49%), existând în minoritate și vorbitori de alte limbi.